# Mihail Sebastian
Mihail Sebastian es el seudónimo más conocido de Iosif Hechter (Brăila, 18 de octubre de 1907 - Bucarest, 29 de mayo de 1945), periodista, dramaturgo, ensayista y novelista rumano. Es conocido sobre todo por el diario, publicado décadas después de su muerte, en 1996, en que refiere su experiencia como judío en la época de intenso antisemitismo que vivió Rumania durante la Segunda Guerra Mundial. 

## Biografía
Iosif Hechter nació en Brăila, a orillas del Danubio, en una familia judía. Estudió el bachillerato en el instituto de su ciudad natal. Tras sus estudios secundarios, se trasladó a Bucarest para estudiar Derecho, pero pronto se vio atraído por el ambiente literario de la capital. Contó con la protección del filósofo y catedrático de la Universidad de Bucarest Nae Ionescu, considerado el mentor de la juventud universitaria de la capital. Ionescu invitó a Hechter a colaborar en su periódico, Cuvântul ("La Palabra"), en el que aparecería — el 14 de agosto de 1927— el primer artículo de Hechter, firmado ya con el seudónimo con que se haría célebre, Mihail Sebastian. El artículo era una respuesta a otro anterior de Mircea Eliade acerca de Rémy de Gourmont. Poco después, Sebastian pasó a convertirse en redactor de Cuvântul, que por entonces apoyaba al Partido Nacional Agrario y al rey Carlos II. 
Tras acabar sus estudios de Derecho, Sebastian marchó a París para hacer allí el doctorado. Entró en contacto con la literatura francesa, que siempre le interesó (sobre todo autores como Balzac, Gide y Proust). 
De regreso en la capital rumana, empezó a ejercer como abogado, aunque mantuvo sus colaboraciones literarias en periódicos. Fue uno de los fundadores, en 1932, de la Asociación Criterion, en la que militaron, entre otras destacadas figuras de la cultura rumana de la época, Emil Cioran, Mircea Eliade, bajo la dirección de Ionescu. En 1932 apareció su primera novela, Mujeres: dividida en cuatro partes, cada una de ellas titulada con el nombre de una mujer, relata la historia de las mujeres que han dejado huella en la vida del protagonista, Ştefan Valeriu. Al mismo tiempo, Sebastian escribió y estrenó varias obras teatrales. 
En 1934 se disolvió la Asociación Criterion por las discrepancias políticas entre sus miembros: muchos de ellos, como el propio Ionescu, se adhirieron a las posiciones fascistas y antisemitas de la Guardia de Hierro de Corneliu Codreanu. La situación de Sebastian empezó entonces a ser bastante incómoda, dada su condición de judío. En 1934 publicó la novela Desde hace dos mil años, acerca de lo que significaba ser judío en Rumanía. Se trata de una novela de tesis, en la que Sebastian defiende la integración del judío en la sociedad rumana. Accediendo a las peticiones de Sebastian, Ionescu consintió en prologar la obra, pero añadió algunos comentarios en los que dejaba traslucir su antisemitismo y que tergiversaban el sentido de la obra. Para Ionescu, la única opción para el judío era dejar de serlo. Pese a ello, Sebastian no eliminó el prólogo y la novela se publicó con el polémico texto.
El libro fue atacado tanto por judíos como por antisemitas, y tanto por la derecha como por la izquierda. Uno de los pocos valedores de la obra fue Mircea Eliade. Para defenderse de los ataques y explicar su punto de vista, Sebastian publicó en 1935 el libro Cum am devenit huligan ("Cómo me convertí en un revoltoso").
También en 1935 publicó Sebastian su novela La ciudad de las acacias, acerca del final de la adolescencia y el comienzo de la edad adulta, cuya acción se desarrolla en la localidad natal del autor, Brăila.
Sebastian permaneció en Rumanía durante los años más difíciles de la Segunda Guerra Mundial. Al llegar al poder, en 1940, el mariscal Antonescu, entraron en vigor leyes antisemitas que apartaron a Sebastian del ejercicio de la abogacía. Tampoco estaba autorizado a estrenar obras teatrales, y su comedia Steaua fără nume ("La estrella sin nombre", 1942) tuvo que estrenarse como obra de otro dramaturgo. Vivió con horror los pogromos de 1941, en los que fueron asesinados miles de judíos. Su diario, que llevó hasta 1944, documenta todas las humillaciones y privaciones que debió sufrir por su condición de judío.
Con la derrota de Rumanía por la Unión Soviética y la subsiguiente caída de Antonescu, Sebastian logró al fin ser rehabilitado. En febrero de 1945 fue nombrado Consejero cultural del Ministerio de Asuntos Exteriores. En marzo del mismo año, profesor de literatura comparada de la nueva Universidad Libre y Democrática de Bucarest. Irónicamente, después de haber escapado a la muerte durante los años más difíciles del antisemitismo, el 29 de mayo de 1945, día que iba a dar su primera clase en la universidad, murió atropellado accidentalente por un camión del Ejército rojo cuando esperaba el tranvía junto a la iglesia de San Nicolás de Bucarest.

## Publicación delDiario
En 1935, cuando tenía veintiocho años, Sebastian empezó a escribir un diario, que tiene, según su traductor al español Joaquín Garrigós, varios registros: es al mismo tiempo un diario íntimo acerca de su vida sentimental y familiar, un diario literario que proporciona una preciosa información sobre la creación de sus obras y sobre la vida literaria rumana, y un diario político, que documenta la accidentada época de la historia de Rumania que le tocó vivir. Como diarista, el principal modelo del escritor es, según se ha señalado, el autor francés Jules Renard.
En cuanto que diario íntimo, la obra relata tanto la accidentada vida sentimental del autor como sus numerosas reflexiones sobre los más variados temas, dejando constancia de su pasión por la música clásica y el esquí. En el aspecto literario, además de documentar la génesis de varias de sus obras narrativas y teatrales, muestra las dificultades de Sebastian para desenvolverse en un medio intelectual en el que el antisemitisismo se va haciendo cada vez más poderoso, a la vez que aparecen por sus páginas muchas figuras relevantes de la cultura rumana de la época, como Camil Petrescu, Mircea Eliade, Emil Cioran o Eugen Ionescu, entre muchos otros. 
Pero es sobre todo en la dimensión política del diario en la que reside su importancia, ya que se trata de un testimonio sin posible parangón del auge del antisemitismo en Rumanía antes y durante la Segunda Guerra Mundial. 
Tras la muerte de Sebastian, en 1945, los diarios, que consistían en nueve cuadernos manuscritos, fueron hallados en el domicilio del escritor en Bucarest por su hermano Beno, quien mantuvo en secreto su descubrimiento. En 1961 Beno emigró a Israel, pero no se atrevió a sacar él mismo del país el diario, así que les pidió a unos amigos que se encargaran ellos de hacerlo. Así, los manuscritos fueron llevados a Israel, donde se fotocopiaron e incluso llegaron a publicarse algunos fragmentos, antes de que Beno se los llevase consigo a París, donde había decidido establecerse. Tras la muerte de Beno, ocurrida en 1990, su hija vendió en Israel los derechos de publicación de la obra, que finalmente apareció en Rumanía en 1996.
La edición del diario de Mihail Sebastian causó una considerable polémica. El autor estadounidense Philip Roth comparó al diario por su importancia con el de Ana Frank:

Este extraordinario diario merece compartir estantería con el de Ana Frank y llegar a tantos lectores como el de ella. Pero Sebastian no es un niño, sino una sofisticada mente literaria que contempla el horror y plasma con una brillante y lúcida mordacidad la crueldad, cobardía y estupidez de sus amigos de la sociedad cultural y mundana de Bucarest y cómo estos se transforman voluntariamente en criminales intelectuales.

## Sebastian como personaje literario
La novela La noche más profunda (Galaxia Gutenberg, 2019) de Coradino Vega recrea la vida del escritor a partir de sus recuerdos y pensamientos en la mañana de 1945. Transcurre en las horas previas a su muerte accidental, atropellado por un camión militar soviético.

## Obras

### Narrativa
- Fragmente dintr-un carnet găsit (1932)
- Femei (1932), relatos. Trad. al español como Mujeres (Editorial Impedimenta, 2008), trad. Marian Ochoa de Eribe.
- Oraşul cu salcâmi (1935), novela. Trad. al español como La ciudad de las acacias (2008), trad. Joaquín Garrigós.
- Accidentul (1940), novela. Trad. al español como El accidente (1993), trad. Joaquín Garrigós.
- De două mii de ani. Texte, fapte, oameni (1935), novela. Trad. al español como Desde hace dos mil años (2006), trad. Joaquín Garrigós.

### Obras teatrales
- Jocul de-a vacanţa (1939).
- Steaua fără nume (1942).
- Última oră.
- Insula. Texto inconcluso. Sebastian escribió solo los dos primeros actos; su amigo Mircea Ştefănescu escribió el tercero.

### Diario
- Jurnal, 1935-1944. Texto preparado por Gabriela Omăt. Prefacio y notas de Leon Volovici, Bucarest, Editura Humanitas, 1995. Trad. al español en 2003 por Joaquín Garrigós.

### Ensayo
- Cum am devenit huligan (1935).
- Corespondenţa lui Marcel Proust (1939). (Correspondencia de Marcel Proust).
- Cronici. eseuri. Memorial, edición de Cornelia Ştefănescu, Editura Minerva, 1972. (Ensayos, crónicas y memorialística).
- Opere, vol. I, edición de Cornelia Ştefănescu, Editura Minerva, 1990.
- Jurnal de epocă. Publicistică.
- Jurnal indirect, 2006, edición de Teşu Solomovici.

## Traducciones al español
- El accidente (Accidentul, 1940). Traducción de Joaquín Garrigós. Barcelona: Destino, 1993. ISBN 84-233-3578-X.
- Diario (1935-1944). Prólogo, traducción y notas de Joaquín Garrigós. Barcelona: Destino, 2003. ISBN 84-233-3472-4.
- Desde hace dos mil años (De două mii de ani, 1935). Traducción de Joaquín Garrigós. Aletheia, 2006. ISBN  978-84-932877-5-7.
- La ciudad de las acacias (Oraşul cu salcâmi, 1935). Traducción de Joaquín Garrigós. Valencia, Pre-Textos, 2008. ISBN 978-84-8191-880-9.
- Mujeres (Femei, 1932). Traducción de Marian Ochoa de Eribe. Impedimenta, 2008. ISBN  978-84-936550-1-3.

## Lecturas relacionadas
- Bailey, Paul (19 de marzo de 2016). «‘I am ashamed to be sad’: the remarkable story of a Jewish student in 1920s Romania». The Guardian (en inglés). Consultado el 4 de octubre de 2019.
- Gascón, Marcel (28 de noviembre de 2011). «Marcel Gascón: Los Diarios de Sebastian». Jot Down. Consultado el 4 de octubre de 2019.

- Datos: Q698444
- Multimedia: Mihail Sebastian / Q698444